# القشعة (فرع العدين)

تعديل مصدري - تعديل

القشعة محلة تابعة لقرية الروينة، التابعة لعزلة العاقبة بمديرية فرع العدين إحدى مديريات محافظة إب في الجمهورية اليمنية، بلغ تعداد سكانها 53 حسب تعداد اليمن لعام 2004.